# 巴恰茨基
巴恰茨基（羅馬化：Bachatskiy）是俄罗斯克麦罗沃州的市级镇，属州辖市别洛沃市，位于大巴恰特河（Большой Бачат）与小巴恰特河（Малый Бачат）的河间地带上，在别洛沃西南、州府克麦罗沃南方。
该地2021年人口有13,903人；2010年人口14,402；2002年人口14,990；1989年人口13,365。